# Berkopec
Berkopec je priimek v Sloveniji, ki ga je po podatkih Statističnega urada Republike Slovenije na dan 1. januarja 2010 uporabljalo 130 oseb in je med vsemi priimki po pogostosti uporabe uvrščen na 3.445. mesto.

## Znani nosilci priimka
- Aleš Berkopec (*1968), fizik
- Gregor Berkopec, skladatelj
- Gregor Berkopec, pravnik
- Jože Berkopec-Mišel, španski borec, politični komisar Kamniško-savinjskega odreda
- Josip Berkopec - Mišel (1911—1997), španski borec, generalmajor JLA
- Oton Berkopec (1906—1988), bibliograf in literarni zgodovinar